# سترومكارل

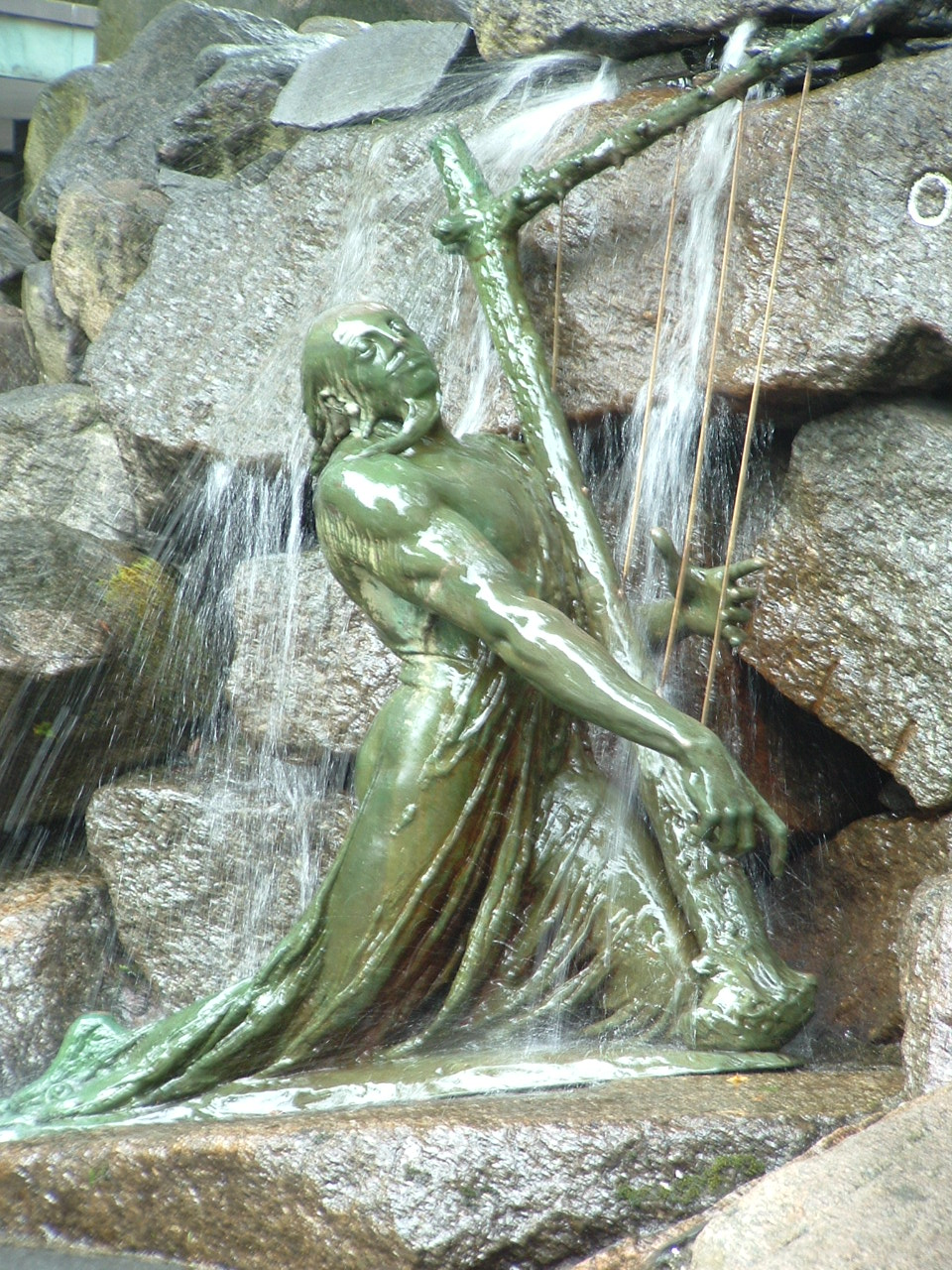

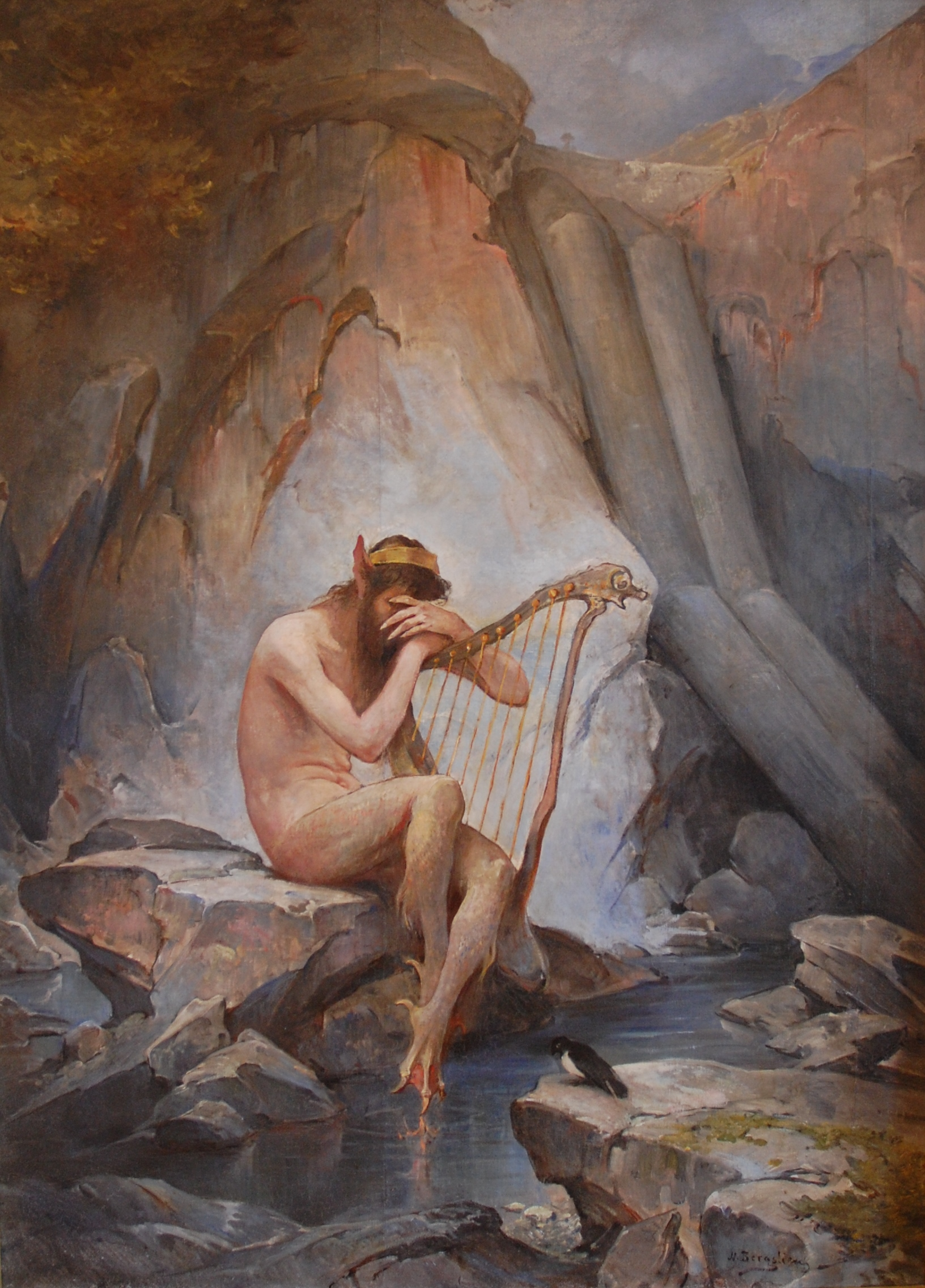

سترومكارل (بالإنجليزية: Stromkarl)‏ في الأساطير النرويجية هي روح الموسيقى النرويجية. يمتلك سترومكارل أحد عشر نوتة موسيقية مختلفة، يمكن أن تجعل عشرة أشخاص أن يرقصون، لكن النوتة الحادية عشرة ينتمي إلى روحه الليلي، فهي مضيفه. وإذا قام أي شخص بعزفها، ستبدأ الطاولات والمقاعد، والأكواب والعلب، وكبار السن من الرجال والنساء، والمكفوفين والعرج، والأطفال في المهد، والمرضى في أسرتهم، يرقصون.